# Дзержинський район (Калузька область)
Дзержинський район — муніципальне утворення в Калузькій області  Росії.
Адміністративний центр — місто Кондрово.

## Географія

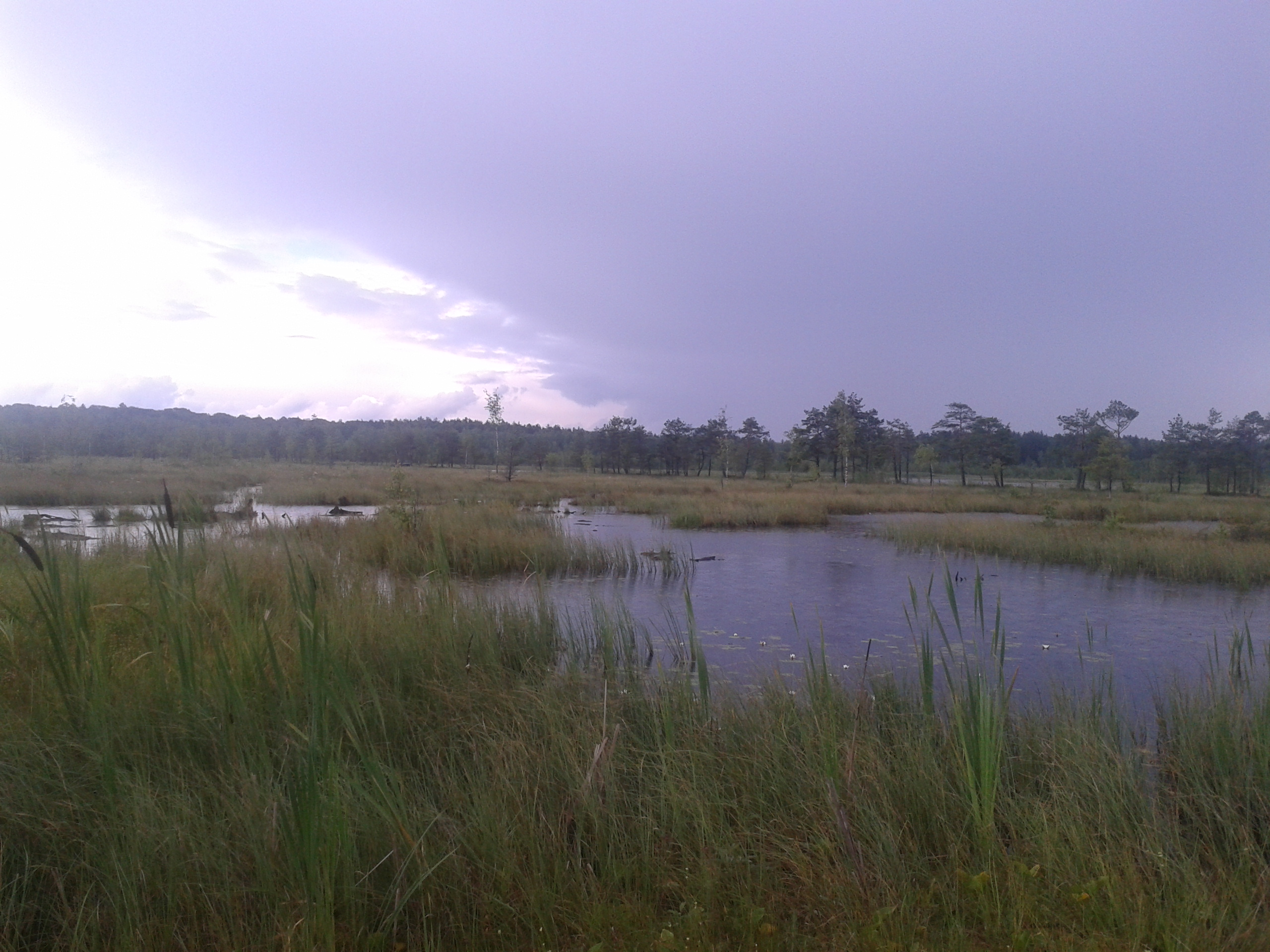
Галкінське верхове болото

Площа 1290 км² (11-е місце серед районів).
Основні річки — Угра, Ізвер.

## Історія
Утворений в 1929 році під назвою Бухаринський район у складі В'яземського округу Західної області.
В 1937 році перейменовано на Дзержинський район у складі Смоленської області замість скасованої Західної області.
В 1944 році увійшов до складу новоствореної Калузької області.
З 1950 по 1962 рік зі складу району було виділено Лев-Толстовський район.
З 1962 по 1965 рік замість Дзержинського району було утворено Кондровський промисловий район.

## Економіка
В районі сконцентровані підприємства целюлозно-паперового виробництва: ВАТ «Троїцька паперова фабрика», ТОВ «Гігієна-Сервіс», ВАТ «Кондровська паперова компанія», ТОВ «Фірма „Веста“», ВАТ «Полотняно-Заводська паперова фабрика». Питома вага продукції підприємств целюлозно-паперового виробництва в загальному обсязі відвантаженої продукції промисловими підприємствами району становить близько 50 %.

## Пам'ятки
- Національний парк «Угра»
- Садиба «Полотняний завод»
- Парк «Нікола-Лінивець» — з 2006 року в парку щорічно проводиться фестиваль «Архстояніє»
- Собор Успіння Пресвятої Богородиці в Калузькій Тихоновій пустелі в селі Льва Толстого Дзержинського району Калузької області (http://temples.ru/show_picture.php?PictureID=65490 [Архівовано 4 березня 2016 у Wayback Machine.])